# Любительская фотография
Люби́тельская фотогра́фия — фотографии, сделанные фотолюбителями или неизвестными фотографами-профессионалами, на которых запечатлен быт и повседневные вещи в качестве объектов. Примерами любительской фотографии являются фотоальбомы путешествий и отпускные фотографии, семейные снимки, фотографии друзей. В своем подавляющем большинстве любительские фотографии — это документальные фотографии. Любительская фотография является одним из наиболее массовых увлечений. Любительская фотография также может рассматриваться как один из жанров случайного искусства, так как иногда снимки непреднамеренно выполнены на высоком художественном уровне. Любительской фотографии, как правило, типологически противопоставляется профессиональная. Но в этом отсутствует снисходительный оттенок, поскольку «профессиональность» в данном случае  подразумевает либо квалификацию фотографа, либо констатацию того, что фотография сделана человеком, зарабатывающим средства к существованию с помощью своей профессии .

## Современные тенденции
Появление цифровых камер и большие возможности компьютеров стимулировали создание и хранение фотоальбомов очень больших размеров, которые хранятся и распространяются только в цифровом виде. Это значительно дешевле, чем использование традиционных материалов: фотоплёнки и фотобумаги. С этой новой технологией нет необходимости и в проекционных устройствах для просмотра слайдов или альбомах для хранения фотографических изображений, сделанных с использованием традиционных методов.